# Повелитель сонця
Повелитель сонця (кор. 주군의 태양) — дорама, створена в 2013 році в Південній Кореї відомим режисером Чжін Хьоком у жанрі містика, фантастика, романтика та комедія. Складається з 17 серій по 60 хвилин. Це історія про жінку Тхе Ґон Шиль, яка бачить привидів, і чоловіка Чжу Чжун Вона, який починає їй вірити і намагається захистити від усіх. Усі 17 серій серіалу мають українські субтитри на платформі Viki.

## Сюжет
Тхе Ґон Шиль (Кон Хьо Чжін), виконуючи прохання привида, опинилася одна на дорозі в дощ. Директор конгломерату «Kingdom Group» (Королівство) Чжу Чжун Вон (Со Чі Соп), зустрівши дівчину на дорозі, вирішує підвезти її додому. Але, раптом, при випадковому дотику відчуває удар струмом, що пронизує його серце. Дівчина починає дивувати головного героя своїми розповідями про привидів і він вирішує, що вона божевільна. Тож, викидає її з машини.
Далі доля ще не раз зіштовхує Тхе Ґон Шиль з Чжу Чжун Воном. Як виявилося, він має дар проганяти привидів своїм дотиком. За це він і стає «особливою» для головної героїні людиною. Проте директор вважає, що Тхе Ґон Шиль несповна розуму і щоразу проганяє її.
Але згодом надокучлива на перший погляд дівчина виявляється дуже корисною, а оскільки головне в житті Чжу Чжун Вона — прибуток, він бере її на роботу у торговий центр «Королівство».

## Персонажі

### Головні герої
- Тхе Ґон Шиль (Кон Хьо Чжін[en]) — в юності була розумною дівчинкою, відомою в школі своїм яскравим характером, за що отримала прізвисько «Велике сонце». Після закінчення школи з нею трапився нещасний випадок і вона почала бачити привидів. Життя змінює її коло спілкування, тепер вона похмура, страждає від безсоння і частіше перебуває в компанії духів, ніж звичайних людей. Тхе Ґон Шиль вже втратила надію знайти друзів та роботу, тому що привиди постійно переслідують її. Але вона зустрічає Чжу Чжун Вона, один дотик до якого відганяє всіх духів. Ґон Шиль починає працювати на Чжу Вона, виконуючи його доручення взамін на можливість відпочити від надокучливих привидів.
- Чжу Чжун Вон (Со Чі Соп[en], Кім Мьон Су — в молодості) — егоцентричний, пихатий, амбітний головний виконавчий директор конгломерату «Kingdom» (Королівство). Він вимірює всі людські відносини за допомогою грошей. У молодості його викрали і вимагали викуп, внаслідок чого він отримав психологічну травму. Відтоді хворіє на дислексію. Ніколи перед тим не замислюючись про інших людей, завдяки Ґон Шиль, Чжун Вон розуміє, що в житті є речі, важливіші за гроші. Все ближче спілкуючись зі своєю помічницею, починає вірити в її здатність бачити привидів і згодом закохується в неї.
- Кан У (Со Ін Гук) — колишній воєнний, що робить блискучу кар'єру охоронця і влаштовується працювати начальником охорони в торговий центр «Kingdom» (Королівство), власником якого є Чжун-Вон. У той же час у нього є таємне завдання від батька Чжун Вона. Живе в одному будинку з Ґон Шиль, згодом стає їй добрим другом.
- Тхе І Рьон (Кім Ю Рі[en]) — відома корейська співачка, модель і перспективна актриса. У школі вона була найкращою подругою Тхе Ґон Шиль, через що її всі називали «Малим сонцем». Тепер вона прагне стати «Великим сонцем» і прославитися на весь світ. Стає обличчям торгового центру «Королівство».

### Герої другого плану
- Чжу Сон Ран (Кім Мі Кьон[en]) — тітка Чжун Вона. Шикарна жінка, життєвий девіз якої — витонченість. Вийшла заміж за молодшого за неї чоловіка. Їй не подобаються його прагнення, але вона його підтримує. Проте на першому місці для неї все ще її племінник Чжун Вон.
- До Сок Чхоль (Лі Чжон Вон[en]) — чоловік Сон Ран, віце-президент «Kingdom Group». Намагається посісти місце Чжун Вона.
- Кім Ґві До (Чхве Чжон У[en]) — секретар та юрист Чжун Вона. Всіляко підтримує та сприяє стосункам Ґон Шиль та Чжун Вона.
- Тхе Ґон Рі (Пак Хі Бон[en]) — старша сестра Ґон Шиль, працює в кафе торгового центру.
- Чха Хі Чжу (Хан Бо Рим[en]) — колишня дівчина Чжун Вона. Вона загинула під час викрадення Чжун Вона. Всі вважають, що вона жертва, проте лише Чжун Вон знає правду. Ґон Шиль може бачити Хі Чжу, тому Чжун Вон і взяв її на роботу.
- Ханна Браун (Хван Сон Хі[en]) — сестра-близнюк Хі Чжу, виховувалась в Англії в багатій родині. Повернулась в Корею, щоб знайти Хі Чжу, з якою її розділили в дитинстві.

## Рейтинги
- Найнижчі рейтинги позначені синім кольором, а найвищі — червоним кольором.

| № епізоду | Дата показу трансляції | Середня частка аудиторії | Середня частка аудиторії | Середня частка аудиторії | Середня частка аудиторії |
| № епізоду | Дата показу трансляції | TNmS (%)                 | TNmS (%)                 | AGB Nielsen (%)          | AGB Nielsen (%)          |
| № епізоду | Дата показу трансляції | По країні                | Сеул                     | По країні                | Сеул                     |
| --------- | ---------------------- | ------------------------ | ------------------------ | ------------------------ | ------------------------ |
| 1         | 7 серпня 2013          | 17,5 % (3)*              | 21,6 % (1)               | 13,6% (3)                | 14,8% (3)                |
| 2         | 8 серпня 2013          | 15.9 % (3)               | 19 % (2)                 | 14.4 % (3)               | 15.8 % (3)               |
| 3         | 14 серпня 2013         | 17.1 % (2)               | 20.2 % (1)               | 15.2 % (3)               | 16.6 % (2)               |
| 4         | 15 серпня 2013         | 17.6 % (3)               | 19.5 % (2)               | 16.8 % (3)               | 17.6 % (3)               |
| 5         | 21 серпня 2013         | 17.3 % (3)               | 19.5 % (2)               | 16.2 % (3)               | 17.4 % (3)               |
| 6         | 22 серпня 2013         | 19.5 % (2)               | 22.6 % (1)               | 16.6 % (3)               | 17.5 % (2)               |
| 7         | 28 серпня 2013         | 17.0 % (3)               | 18.9 % (2)               | 16.1 % (3)               | 17.2 % (3)               |
| 8         | 29 серпня 2013         | 17.6 % (2)               | 20.2 % (2)               | 17.8 % (2)               | 19.2 % (2)               |
| 9         | 4 вересня 2013         | 17.2 % (3)               | 20 % (1)                 | 16.8 % (3)               | 18.3 % (2)               |
| 10        | 5 вересня 2013         | 17.3 % (3)               | 20 % (2)                 | 17.3 % (3)               | 18.5 % (2)               |
| 11        | 11 вересня 2013        | 17.9 % (3)               | 20.8 % (2)               | 18.3 % (3)               | 20 % (2)                 |
| 12        | 12 вересня 2013        | 19.7 % (2)               | 23.8 % (1)               | 19.3 % (2)               | 20.4 % (2)               |
| 13        | 19 вересня 2013        | 15,6% (3)                | 17% (2)                  | 14,8 % (3)               | 15,7 % (3)               |
| 14        | 25 вересня 2013        | 18.4 % (3)               | 20.9 % (2)               | 18.4 % (3)               | 20 % (3)                 |
| 15        | 26 вересня 2013        | 19.3 % (2)               | 21.5 % (2)               | 19.1 % (2)               | 19.7 % (2)               |
| 16        | 2 жовтня 2013          | 18.9 % (2)               | 22.3 % (2)               | 19.7 % (2)               | 20.9 % (2)               |
| 17        | 3 жовтня 2013          | 21,1% (2)                | 24,4 (2)                 | 21,8% (2)                | 23,6 (2)                 |
| Середній  | Середній               | 18 %                     | 20.7 %                   | 17.2 %                   | 18.4 %                   |

- місце в рейтингу

Через святкування Чхусоку 18 вересня 2013 року серіал не виходив.

## Нагороди
| Рік  | Нагорода                | Категорія                                              | Переможець            |
| ---- | ----------------------- | ------------------------------------------------------ | --------------------- |
| 2013 | APAN Star Awards        | Найкраща нова актриса                                  | Кім Ю Рі              |
| 2013 | Mnet Asian Music Awards | Найкращий саундтрек                                    | «Touch Love» Юн Мі Ре |
| 2013 | Премія SBS драма        | Top 10 Stars (Вибір підлітків)                         | Со Чі Соп             |
| 2013 | Премія SBS драма        | New Star Award (Найкращий новий актор/актриса)         | Кім Ю Рі              |
| 2013 | Премія SBS драма        | New Star Award (Найкращий новий актор/актриса)         | Со Ін Гук             |
| 2013 | Премія SBS драма        | Top Excellence Award (Нагорода за досконалість, драма) | Со Чі Соп             |
| 2013 | Melon Music Awards      | Найкращий саундтрек                                    | «Touch Love» Юн Мі Ре |